# 长治城墙
长治城墙即潞安府城，位于中国山西省长治市。1940年代左右拆除，仅余部分残迹。

## 历史
隋代开皇三年（公元583年），废上党郡，移潞州于壶关（今长治市区）。抗日战争期间，为便于疏散民众，在城墙上打开了众多豁口。日军复占长治后，征集民众修复豁口。国共内战期间，解放军占领长治后，为防止国民党军反扑，城墙被拆除。

## 城墙构成
长治城墙共有东西南北四座城门。城门上建有城楼，分别为东门潞阳楼（震楼），西门威远楼（兑楼），南门德化楼（离楼），北门保宁楼（坎楼）。

## 现存残迹
- 西北城角遗址，位于长治市府后西街，长约30米。
- 西北城墙遗址，位于角沿村南，分水岭小区北侧，长约120米。
- 西城城墙遗址，位于长治市烟草公司南侧。
- 东南角城墙遗址，位于长治医学院南侧。
- 东城墙遗址，位于长治市干休所南侧，长约70-80米。
- 西门瓮城坡，位于西大街西关村，长约20米。